# NGC 1215
NGC 1215 je galaksija u zviježđu Eridan.

## Vanjske poveznice
- SEDS: NGC 1215